# Nidec Sankyo
Nidec Sankyo Corporation è un'azienda giapponese che produce micromotori, robot industriali, lettori di carte magnetiche, parti in plastica stampate, sensori e carillon. In passato ha prodotto anche cineprese e proiettori per il passo ridotto, oltre a registratori a nastro e piastre a cassette.

## Storia
Il 18 giugno 1946 i fratelli Masahiko e Rokuichi Yamada fondarono a Shimosuwa, in Giappone, la "Sankyo Seiki Mfg". Nel 1948 fu realizzato un prototipo di carillon; la vendita iniziò nel 1950, oggi la Sankyo ne è il principale produttore giapponese. Nel 1957 cominciò la produzione di cineprese e proiettori 8mm.
Successivamente vennero fabbricati tra l'altro: micromotori (1959), magnetofoni (1963), testine magnetiche (per apparecchi audio/video) e orologi digitali (1968), macchine a controllo numerico (1970), lettori di carte magnetiche (1971), piastre a cassette (1978) e robot (1981). Nel 1993 fu realizzato il primo robot per operazioni chirurgiche, denominato "Robodoc".
L'azienda, che attualmente fa parte del gruppo Nidec, è presente anche in: Stati Uniti d'America, Germania, Singapore, Cina, Taiwan, Corea, Vietnam, Thailandia, Brasile e Indonesia.